# Charlotte Maria Tucker
Charlotte Maria Tucker (8 mai 1821 - 2 décembre 1893) est un écrivaine et poétesse britannique de littérature pour enfants et pour adultes. Auteur prolifique, elle signe ses œuvres sous le pseudonyme « A.L.O.E. » (pour A Lady of England). Vers la fin de sa vie, elle est missionnaire en Inde, où elle meurt.

## Biographie
Charlotte Maria Tucker naît le 8 mai 1821 près de Barnet dans le Middlesex en Angleterre (Barnet sera intégré au borough londonien de Barnet à partir de 1965). Vivant à Londres, elle est instruite à la maison.
C'est après le décès de son père en juin 1851 qu'elle se met à l'écriture. Son premier livre est publié en 1852. Chaque année subséquente, elle publie au moins un livre, tous les bénéfices étant versés à des organismes caritatifs. Lorsque sa mère meurt en 1869, la maison familiale est vendue et Charlotte emménage chez son frère. À l'âge de 54 ans, elle étudie les langues indiennes dans le but d'être missionnaire en Inde. Arrivée en 1875 en Inde, elle effectue diverses travaux pour l'éducation des jeunes Indiens.
Elle décède le 2 décembre 1893 à Amritsar en Inde des suites d'une maladie.
Le British Museum a publié un catalogue de ses livres parus entre 1854 et 1893 ; il comprenait plus 140 titres. Sa compatriote Agnes Giberne (en), écrivain elle aussi, a publié une biographie de Charlotte Maria Tucker en 1895.